# Willersley
Willersley – wieś w Anglii, w hrabstwie Herefordshire. W 1961 roku civil parish liczyła 37 mieszkańców. Willersley jest wspomniana w Domesday Book (1086) jako Willaveslege.